# Dipaenae zygaenoides
Dipaenae zygaenoides là một loài bướm đêm thuộc phân họ Arctiinae, họ Erebidae.